# Michail Mitrofanowitsch Saizew

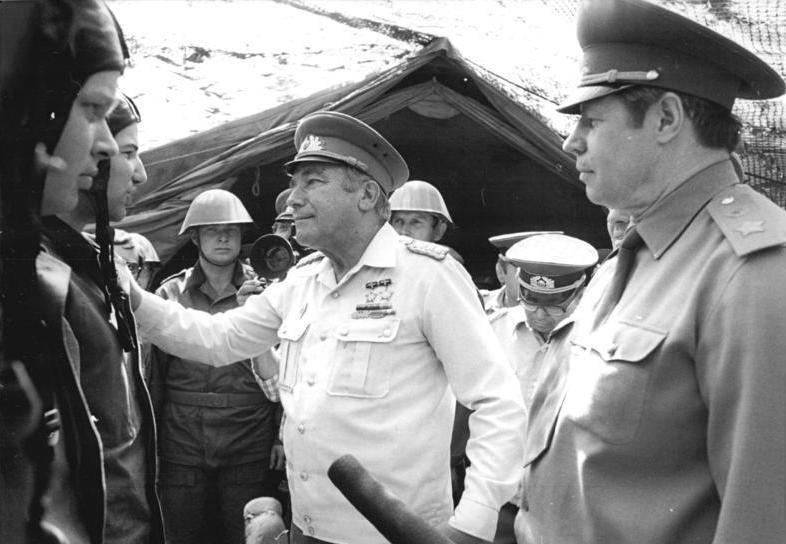
Armeegeneral Michail Saizew (rechts) am 29. Juni 1981 beim Besuch einer Einheit der LSK/LV der NVA

Michail Mitrofanowitsch Saizew (russisch Михаил Митрофанович Зайцев; * 23. November 1923 im Dorf Sawodski Chutor, Ujesd Tschern, Gouvernement Tula; † 22. Januar 2009 in Moskau) war ein sowjetischer Armeegeneral. Er war von 1980 bis 1985 Oberkommandierender der Gruppe der Sowjetischen Streitkräfte in Deutschland (GSSD).

## Leben
Saizew entstammt einer Bauernfamilie aus Sawodski Chutor in der heutigen Oblast Tula. Er besuchte die Mittelschule und schloss sich 1941 als Freiwilliger der Roten Armee an.

### Zweiter Weltkrieg
Nachdem Saizew 1942 Lehrgänge für Spezialnachrichtentruppen absolviert hatte, wechselte er im Mai 1942 in die kämpfende Armee. Während des Großen Vaterländischen Krieges war er Stellvertreter des Stabschefs einer Panzerbrigade und 1. Stellvertreter des Chefs einer Panzerkorps-Stabseinheit. Er kämpfte an der West-, der Woronescher, Brjansker, Zentral- und 1. Ukrainischen Front und nahm an den Schlachten um Kursk und am Dnepr, der Lwiw-Sandomierz-Operation, der Weichsel-Oder-Operation, der Prager Operation sowie der Schlacht um Berlin teil.

### Nachkriegszeit
Nach dem Krieg diente Saizew als Chef der Stabsabteilung einer Luftlande- und Panzerdivision, dann als Stabschef und stellvertretender Kommandeur einer Panzerdivision. 1954 absolvierte er die Militärakademie der Panzertruppen. Nachdem er 1965 die Militärakademie des Generalstabes besucht hatte, wurde er als Kommandeur einer Panzerdivision eingesetzt. Ab November 1968 diente er als Stabschef und ab Dezember 1969 als Kommandeur einer Panzerarmee. Im August 1972 setzte er seine Karriere als 1. Stellvertreter des Kommandeurs und ab Mai 1976 als Kommandeur der Streitkräfte des belarussischen Militärbezirks fort. 1980 wurde er in die DDR versetzt und war vom 22. Oktober 1980 bis zum 6. Juli 1985 Oberkommandierender der GSSD. Am 4. November 1980 wurde Generaloberst Saizew zum Armeegeneral befördert. Auf Beschluss des Präsidiums des Obersten Sowjets der UdSSR wurde ihm am 22. November 1983 für

„…den großen Beitrag zur Erhöhung der Kampfbereitschaft der Streitkräfte, ihrer sachkundigen Führung sowie persönlichen Mut und Tapferkeit in den Jahren des Großen Vaterländischen Krieges und aus Anlass des 60. Geburtstages...“

der Titel Held der Sowjetunion, verbunden mit der Überreichung des Leninordens, verliehen. Von Juli 1985 bis 1989 war Saizew Oberkommandierender der Streitkräfte der Südlichen Militärbezirke und befehligte die Truppen in Afghanistan. Von 1989 bis 1992 arbeitete er in der Gruppe der Generalinspekteure des Verteidigungsministeriums der UdSSR. Er trat zwar 1992 in den Ruhestand, war aber noch in der Leitung des Russischen Komitees für Kriegsveteranen und Militärdienstleistende aktiv.
1981 wurde er Mitglied des ZK der KPdSU und war von 1979 bis 1989 Abgeordneter des Obersten Sowjets der UdSSR.
Er lebte in Moskau und wurde auf dem Friedhof Trojekurowo (Abschnitt 7в) beigesetzt.

## Auszeichnungen
- Held der Sowjetunion
- Leninorden (2×)
- Orden der Oktoberrevolution
- Rotbannerorden (2×)
- Orden des Vaterländischen Krieges 1. Klasse (2×)
- Orden des Vaterländischen Krieges 2. Klasse (2×)
- Orden des Roten Sterns (2×)
- Tapferkeitsmedaille
- weitere Medaillen der UdSSR und anderer Länder